# Hadronyche raveni
Hadronyche raveni is een spinnensoort uit de familie Atracidae. De soort komt voor in Queensland.